# 瓦特·薩維吉·蘭德
瓦特·薩維吉·蘭德（Walter Savage Landor，1775年1月30日—1864年9月17日），英國詩人、作家，代表作有『假想對話錄』等。

## 著作一覽
- 假想對話錄（Imaginary Conversations）
- 朱利安伯爵（Count Julian）
- 希臘人（Hellenics）
- 羅馬人（Italics）
- 英雄牧歌（Heroic Idylls）

## 脚注
1. ↑  Landor, Walter Savage. Dictionary of National Biography. London: Smith, Elder & Co. 1885–1900.